# روزالي مور
روزالي مور (بالإنجليزية: Rosalie Moore)‏ هي كاتِبة وشاعرة أمريكية، ولدت في 8 أكتوبر 1910 في أوكلاند في الولايات المتحدة، وتوفيت في 18 يونيو 2001 في بيتالوما في الولايات المتحدة.